# Freie Schule Marburg
Die Freie Schule Marburg existiert seit 1986 als Ganztagsschule und Kindertagesstätte. Dort lernen und spielen Kinder von zwei bis 13 Jahren. Sie ist damit eine der älteren freien Alternativschulen in Deutschland. Sie ist Mitglied im Bundesverband der freien Alternativschulen.

## Aufbau
An der Freien Schule Marburg gibt es:
- die Kita (Kindertagesstätte) für Kinder von 3 bis zum Wechsel in den Schulbereich
- eine jüngere Schulgruppe für die Schuljahrgänge 1 bis 3
- eine ältere Schulgruppe für die Schuljahrgänge 4 bis 6

## Schulkonzept
Die Freie Schule Marburg ist eine Schule mit demokratischem Schwerpunkt. Kinder und Teamer (Pädagogische Fachkräfte) entscheiden gemeinsam in Gruppenbesprechungen, Schulversammlungen und Hausversammlungen über die Gestaltung des Alltags, Projekte und Regeln. Die Besprechungen werden von Kindern geleitet. Es gilt das Mehrheitsprinzip. Jede Person hat eine Stimme.
Rahmen der Entscheidungen ist das pädagogische Konzept, das die Erwachsenen im Trägerverein beschließen.
Neben dem demokratischen Ansatz und der Selbstbestimmung sind Besonderheiten des Konzeptes
- Freiheit von Zwang, Noten und Bewertung
- ein Lernbegriff, der Lernen ganzheitlich und nicht nur im Unterricht begreift
- altersübergreifende Gruppen
- eine bunte Vielfalt an Lernformen
- ein stetes Verändern und Weiterlernen der Schule selbst, da sie nicht einem Dogma wie Waldorf- oder Montessorischulen unterliegt.

Nach dem sechsten Schuljahr wechseln die Kinder in eine weiterführende Schule. Ein Ausbau der Sekundarstufe 1 (bis zur zehnten Klasse) ist in Arbeit.
Eine Absolventenbefragung hat ergeben, dass ein hoher Anteil ehemaliger Kinder der Freien Schule Marburg das Abitur erworben hat, auf dem Weg zum Abitur ist oder bereits studiert.